# Оре
Вижте пояснителната страница за други значения на Оре.
Оре (на шведски: Åre) е малък град в западната част на централна Швеция, лен Йемтланд, община Оре. Разположен е на северния бряг на езерото Орешьон. Намира се на около 500 km на северозапад от централната част на столицата Стокхолм и на около 90 km на северозапад от главния град на лена Йостершунд. Има жп гара и летище. Оре е зимен курорт със скиписта за състезания за Световната купа по ски алпийски дисциплини. Населението на града е 1417 жители според данни от преброяването през 2010 г.

## Фотогалерия
- Централната част на града
- Летището
- ЖП гарата
- Въжена кабинкова линия